# Strupnić
Strupnić je naseljeno mjesto u gradu Livnu u Federaciji Bosne i Hercegovine u Bosni i Hercegovini.
Smješteno je 25 km sjeverno od Livna uz magistralnu cestu prema Bosanskom Grahovu. Mnogi su se stanovnici iselili u Dalmaciju (Kaštela) i Zagreb (Sesvete, Dugo Selo, Velika Gorica). Većina iseljenih mještana radi u Njemačkoj.
Selo je smješteno u zapadnom dijelu Hercegovine i pripada župi Ljubunčić. Župa pripada Livanjskom dekanatu i Banjalučkoj biskupiji koja pripada Vrhbosanskoj nadbiskupiji.
Interesantan je spomenik poginulim u Prvom i Drugom svjetskom ratu te u Domovinskom ratu.
Za vrijeme Domovinskog rata Strupnić je dao postrojbu „Crni Asfalt Strupnić” kao doprinos Livanjskoj brigadi Petar Krešimir IV.[nedostaje izvor]

## Stanovništvo

### 1991.
Nacionalni sastav stanovništva 1991. godine bio je sljedeći:
ukupno: 449
- Hrvati – 447
- Muslimani – 1
- ostali, neopredijeljeni i nepoznato – 1

### 2013.
Nacionalni sastav stanovništva 2013. godine bio je sljedeći:
ukupno: 275
- Hrvati – 275

## Poznate osobe
- mons. Marko Medo, biskup gospićko-senjski